# La Lucila (Santa Fe)
La Lucila es una localidad y comuna del departamento San Cristóbal, en el centro de la provincia de Santa Fe, Argentina. Se encuentra sobre la ruta provincial 2, a 158 km de Santa Fe Ciudad y a 315 km de Rosario.
La localidad se fue gestando alrededor de una estación de ferrocarril habilitada el 25 de junio de 1917, perteneciendo a Ñanducita hasta 1958, cuando pasó a tener comuna propia. El nombre de la localidad se lo deben a una hija de Antonio Saralegui, antiguo propietario de las tierras donde se formó el pueblo. La población es de 305 habitantes, siendo ellos 169 varones y 136 mujeres.
La comuna se creó en 1958, y su actual presidente es Lidia del Valle Nievas del partido vecinal Lucila Somos Todos, el cual finaliza su mandato en el 2025.

## Población
Cuenta con 305 habitantes (Indec, 2010), lo que representa el aumento de solo una persona de los pasados 304 habitantes (Indec, 2001) del censo anterior.
| Gráfica de evolución demográfica de La Lucila entre 1991 y 2010 |
|                                                                 |
| Fuente: Censos nacionales del INDEC                             |

## Parroquias de la Iglesia católica en La Lucila
| Diócesis  | Rafaela                    |
| --------- | -------------------------- |
| Parroquia | Nuestra Señora del Rosario |